# Pucheni
Pucheni è un comune della Romania di 2 162 abitanti, ubicato nel distretto di Dâmbovița, nella regione storica della Muntenia.
Il comune è formato dall'unione di 5 villaggi: Brădățel, Meișoare, Pucheni, Valea Largă, Vârfureni.

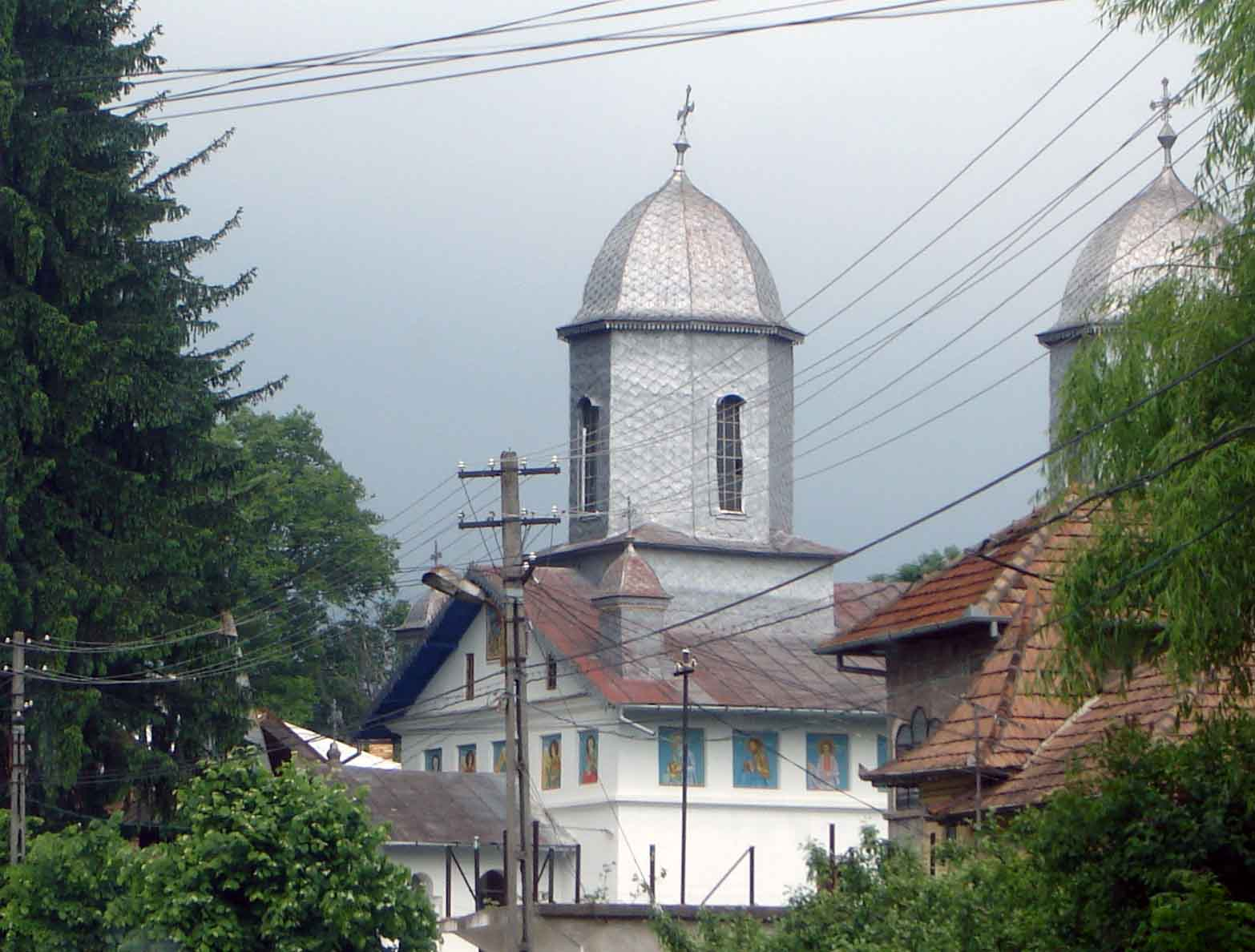
La chiesa ortodossa di Pucheni